# Tramway de Bordeaux à Camarsac
Le Tramway de Bordeaux à Camarsac, des chemins de fer économiques (SE), a fonctionné entre ces deux villes du département de la Gironde entre 1900 et 1949.
Ce tramway, initialement à vapeur, formait la ligne F du réseau bordelais, renommée ligne 15 après la Seconde Guerre mondiale.

## Historique
La ligne a été concédée le 27 mars 1896 à la Société générale des chemins de fer économiques, dans le cadre de son réseau de la Gironde.
Elle est rétrocédée à la Compagnie des tramways électriques et omnibus de Bordeaux (TEOB) en 1913. L'exploitation par la SE continue jusqu'en 1923 pour le compte de la TEOB. qui électrifie alors la ligne et met en service un tramway.
Le tramway est remplacé le 15 juillet 1949 par un service d'autobus.

## La ligne

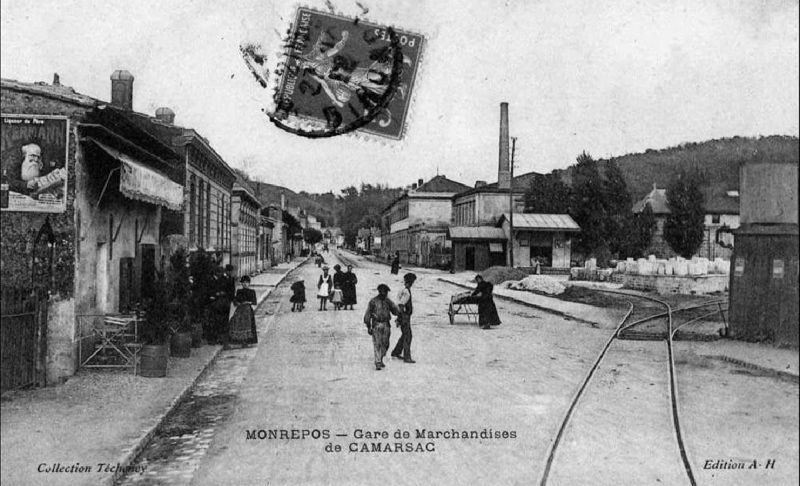
La gare de Monrepos.

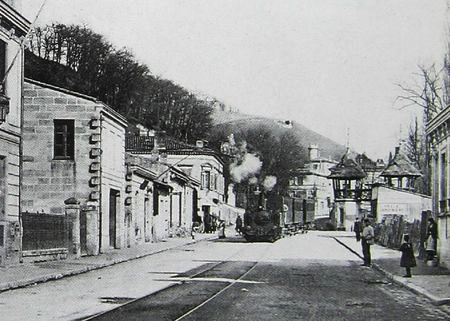
La montée de Monrepos.

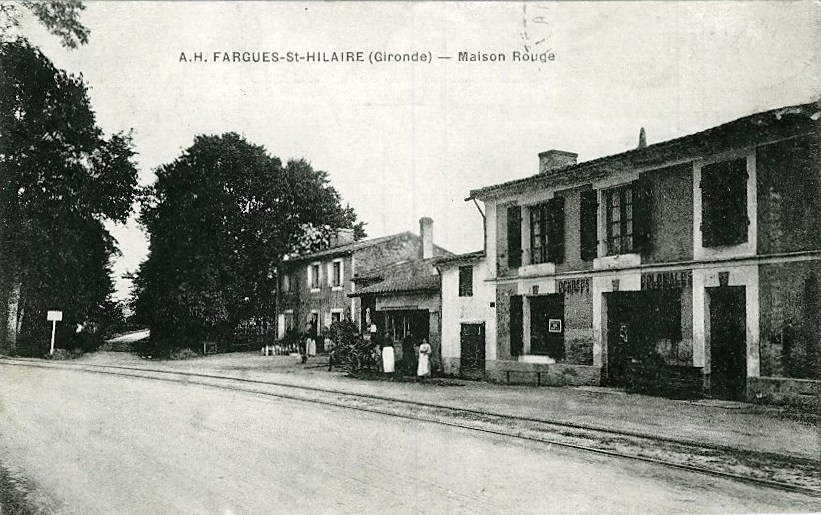
La voie à Fargues-Saint-Hilaire.

L'origine de la ligne se situait à proximité du passage à niveau sur le cours Gambetta. Cette ligne n’était pas connectée au réseau de tramway dont la ligne 5 aboutissait rue de la Benauge de l'autre côté de la voie ferrée Bordeaux - Paris. Les voyageurs en correspondance devaient traverser à pied le passage à niveau. En 1913, les voies ont été connectées mais seulement pour permettre le garage des trains dans le nouveau dépôt de la Bénauge.
Le tramway remontait le cours Gambetta où se trouvait une gare de marchandises et un dépôt dont le bâtiment subsiste dans le parc Monrepos, pour ensuite s'engager dans la périlleuse côte du même nom.
À l'origine, la ligne était desservie par 5 trains de voyageurs qui la parcouraient en une heure et quatre minutes. Elle était aussi empruntée par quelques trains de marchandises amenant à Bordeaux du vin, du lait, des pierres de carrière pour les constructions et évacuant au retour les ordures dans des wagons-tombereaux appelés « bourriers ».
La gare de Camarsac était typique des gares de la compagnie SE avec une halle marchandises en bois accolée au bâtiment voyageurs.

## Matériel roulant
Locomotives :
- no 3041 à 3043, type 030, livrées en 1898 par Corpet-Louvet, n° construction 702 à 704[5],

Voitures à voyageurs :
- voiture mixte de 1re classe-fourgon, série ADf 1 à 4 ;
- voiture mixte de 2ère classe, série Bf 51 à 58 ;

Wagons de marchandises :
- wagons couverts, 3 unités ;
- wagons tombereaux, 3 unités ;
- wagons plats, 10 unités.

Tout ce matériel est transféré sur le réseau de la Gironde de la SE, lors de l'électrification.

### Préservation

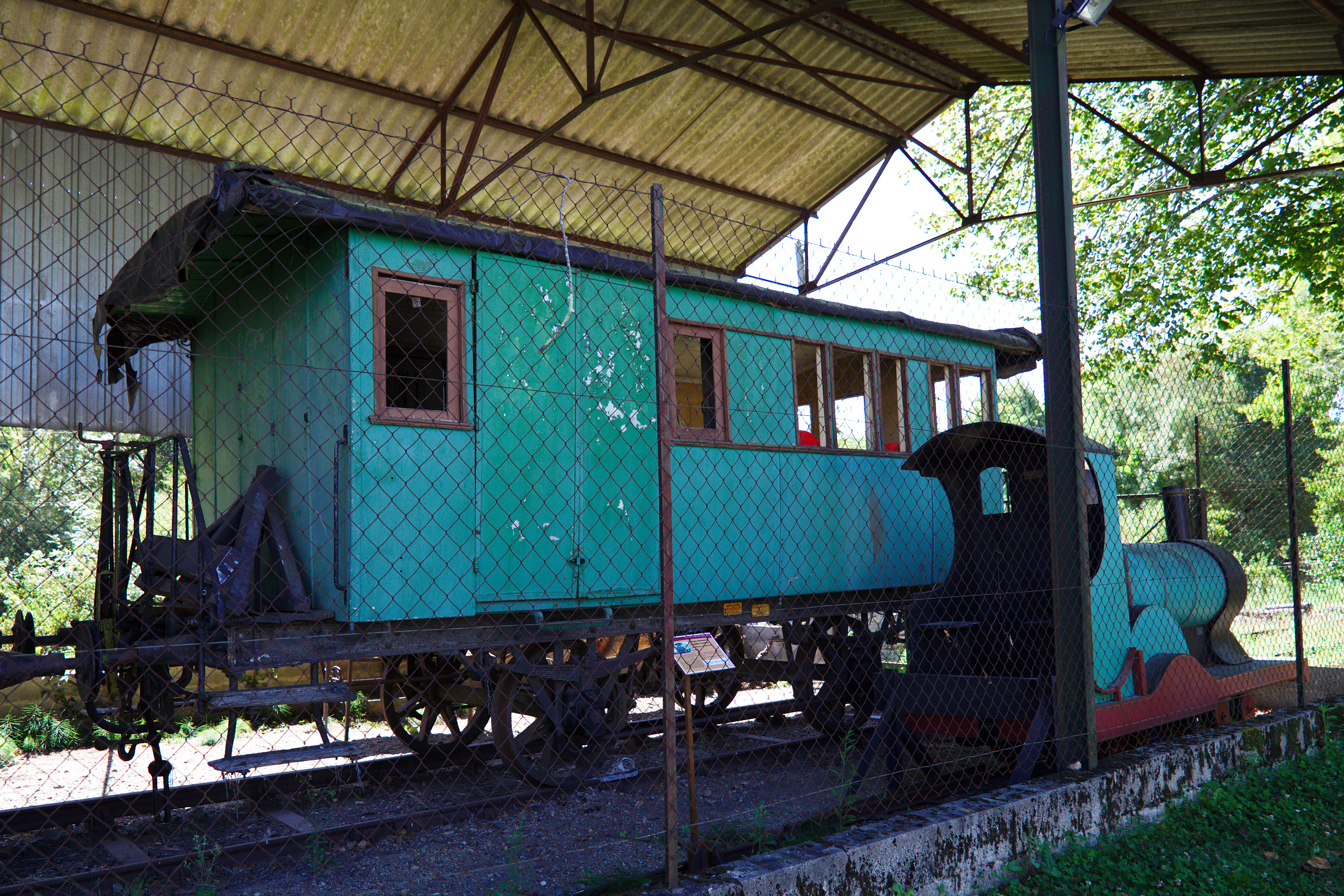
Voiture Df4 (ex-ADf4) préservée

Le train touristique de Guîtres à Marcenais a conservé une voiture-fourgon Df4 de 1923, initialement voiture de 1re classe n°ADf4, transformée en 1948 par les Ateliers de Lacanau du réseau de la Gironde puis en 1952 en voiture de 3e classe avec banquettes latérales en bois.